# Юніонтаун (Канзас)
Юніонтаун (англ. Uniontown) — місто (англ. city) в США, в окрузі Бурбон штату Канзас. Населення — 293 особи (2020).

## Географія
Юніонтаун розташований за координатами 37°50′50″ пн. ш. 94°58′33″ зх. д. / 37.84722° пн. ш. 94.97583° зх. д. (37.847258, -94.975753).  За даними Бюро перепису населення США в 2010 році місто мало площу 0,56 км², уся площа — суходіл.

## Демографія
Згідно з переписом 2010 року, у місті мешкали 272 особи в 120 домогосподарствах у складі 66 родин. Густота населення становила 487 осіб/км².  Було 142 помешкання (254/км²).
Расовий склад населення:
| - 96,0 % — білих - 0,7 % — корінних американців - 0,7 % — чорних або афроамериканців - 0,4 % — азіатів |

До двох чи більше рас належало 1,5 %. Частка іспаномовних становила 0,7 % від усіх жителів.
За віковим діапазоном населення розподілялося таким чином: 27,2 % — особи молодші 18 років, 55,5 % — особи у віці 18—64 років, 17,3 % — особи у віці 65 років та старші. Медіана віку мешканця становила 37,4 року. На 100 осіб жіночої статі у місті припадало 82,6 чоловіків;  на 100 жінок у віці від 18 років та старших — 83,3 чоловіків також старших 18 років.
Середній дохід на одне домашнє господарство  становив 43 893 долари США (медіана — 33 750), а середній дохід на одну сім'ю — 51 179 доларів (медіана — 43 125). Медіана доходів становила 30 938 доларів для чоловіків та 36 750 доларів для жінок. За межею бідності перебувало 34,9 % осіб, у тому числі 52,1 % дітей у віці до 18 років та 14,6 % осіб у віці 65 років та старших.
Цивільне працевлаштоване населення становило 184 особи. Основні галузі зайнятості: освіта, охорона здоров'я та соціальна допомога — 40,8 %, роздрібна торгівля — 18,5 %, виробництво — 13,0 %, фінанси, страхування та нерухомість — 7,6 %.